# Coppa Italia Serie C 2002-2003
La Coppa Italia di Serie C 2002-2003 è stata la ventiduesima edizione di quella che oggi si chiama Coppa Italia Lega Pro. Il vincitore è stato il Brindisi, che si è aggiudicato il trofeo per la sua prima volta nella storia battendo la Pro Patria nella finale a doppia sfida.

## La formula
Vengono ammesse alla competizione tutte le squadre che risultano regolarmente iscritte ad un campionato di Serie C.
- Fase eliminatoria a gironi: vi partecipano le 80 squadre di Lega Pro Prima Divisione (ex Serie C1) e Lega Pro Seconda Divisione (ex Serie C2). Sono escluse da questa prima fase le 4 squadre retrocesse dalla B e le 6 che hanno perso i playoff (impegnate nella Coppa Italia di A e B. Le 80 squadre sono suddivise in 16 gironi di cinque squadre ciascuna. Si giocano partite di sola andata e vengono ammesse al turno successivo le prime classificate di ogni girone e le 6 migliori seconde.
- Fase ad eliminazione diretta: le 22 squadre qualificate e le 10 squadre esentate dalla prima fase (Albinoleffe, Cittadella Padova, Crotone, Lanciano, Lucchese, Pescara, Pistoiese, Spezia, Taranto, Treviso) si affrontano con il criterio della doppia gara (andata e ritorno) con i canonici criteri per la determinazione della squadra vincente alla fine del doppio scontro, per dar vita via via a sedicesimi, ottavi, quarti e semifinali, quindi le due finali.

## Fase eliminatoria a gironi

### Girone A
| Squadra         | P.ti | G | V | N | P | GF | GS | DR  |
| --------------- | ---- | - | - | - | - | -- | -- | --- |
| 1. Pro Patria   | 9    | 4 | 3 | 0 | 1 | 6  | 2  | + 4 |
| 2. Legnano      | 7    | 4 | 2 | 1 | 1 | 4  | 2  | + 2 |
| 3. Pro Vercelli | 7    | 4 | 2 | 1 | 1 | 3  | 3  | = 0 |
| 4. Biellese     | 5    | 4 | 1 | 2 | 1 | 4  | 3  | + 1 |
| 5. Novara       | 0    | 4 | 0 | 0 | 4 | 0  | 7  | - 7 |

| 18 agosto 2002 | Legnano | 2 – 0 | Pro Vercelli |  |

| 18 agosto 2002 | Novara | 0 – 2 | Biellese |  |

| 21 agosto 2002 | Biellese | 0 – 0 | Legnano |  |

| 21 agosto 2002 | Pro Vercelli | 1 – 0 | Pro Patria |  |

| 25 agosto 2002 | Legnano | 2 – 0 | Novara |  |

| 25 agosto 2002 | Pro Patria | 2 – 1 | Biellese |  |

| 28 agosto 2002 | Biellese | 1 – 1 | Pro Vercelli |  |

| 28 agosto 2002 | Novara | 0 – 2 | Pro Patria |  |

| 4 settembre 2002 | Pro Patria | 2 – 0 | Legnano |  |

| 4 settembre 2002 | Pro Vercelli | 1 – 0 | Novara |  |

### Girone B
| Squadra        | P.ti | G | V | N | P | GF | GS | DR  |
| -------------- | ---- | - | - | - | - | -- | -- | --- |
| 1. Valenzana   | 9    | 4 | 3 | 0 | 1 | 9  | 2  | + 7 |
| 2. Savona      | 8    | 4 | 2 | 2 | 0 | 7  | 3  | + 4 |
| 3. Varese      | 7    | 4 | 2 | 1 | 1 | 5  | 6  | - 1 |
| 4. Pavia       | 4    | 4 | 1 | 1 | 2 | 4  | 5  | - 1 |
| 5. Alessandria | 0    | 4 | 0 | 0 | 4 | 0  | 9  | - 9 |

| 18 agosto 2002 | Alessandria | 0 – 2 | Varese |  |

| 18 agosto 2002 | Valenzana | 0 – 1 | Savona |  |

| 21 agosto 2002 | Pavia | 2 – 0 | Alessandria |  |

| 21 agosto 2002 | Varese | 0 – 4 | Valenzana |  |

| 25 agosto 2002 | Savona | 2 – 2 | Varese |  |

| 25 agosto 2002 | Valenzana | 3 – 1 | Pavia |  |

| 28 agosto 2002 | Alessandria | 0 – 2 | Valenzana |  |

| 28 agosto 2002 | Pavia | 1 – 1 | Savona |  |

| 4 settembre 2002 | Savona | 3 – 0 | Alessandria |  |

| 4 settembre 2002 | Varese | 1 – 0 | Pavia |  |

### Girone C
| Squadra            | P.ti | G | V | N | P | GF | GS | DR  |
| ------------------ | ---- | - | - | - | - | -- | -- | --- |
| 1. Monza           | 10   | 4 | 3 | 1 | 0 | 6  | 1  | + 5 |
| 2. Cremonese       | 8    | 4 | 2 | 2 | 0 | 3  | 1  | + 2 |
| 3. Alzano Virescit | 5    | 4 | 1 | 2 | 1 | 2  | 2  | = 0 |
| 4. Pro Sesto       | 3    | 4 | 1 | 0 | 3 | 2  | 5  | - 3 |
| 5. Meda            | 1    | 4 | 0 | 1 | 3 | 1  | 5  | - 4 |

| 18 agosto 2002 | Alzano Virescit | 2 – 0 | Pro Sesto |  |

| 18 agosto 2002 | Monza | 1 – 1 | Cremonese |  |

| 21 agosto 2002 | Meda | 0 – 0 | Alzano Virescit |  |

| 21 agosto 2002 | Pro Sesto | 0 – 1 | Monza |  |

| 25 agosto 2002 | Cremonese | 1 – 0 | Pro Sesto |  |

| 25 agosto 2002 | Monza | 2 – 0 | Meda |  |

| 28 agosto 2002 | Alzano Virescit | 0 – 2 | Monza |  |

| 28 agosto 2002 | Meda | 0 – 1 | Cremonese |  |

| 4 settembre 2002 | Cremonese | 0 – 0 | Alzano Virescit |  |

| 4 settembre 2002 | Pro Sesto | 2 – 1 | Meda |  |

### Girone D
| Squadra        | P.ti | G | V | N | P | GF | GS | DR  |
| -------------- | ---- | - | - | - | - | -- | -- | --- |
| 1. Südtirol    | 8    | 4 | 2 | 2 | 0 | 7  | 4  | + 3 |
| 2. Montichiari | 6    | 4 | 1 | 3 | 0 | 7  | 5  | + 2 |
| 3. Lumezzane   | 5    | 4 | 1 | 2 | 1 | 4  | 4  | = 0 |
| 4. Mantova     | 3    | 4 | 0 | 3 | 1 | 2  | 4  | - 2 |
| 5. Trento      | 2    | 4 | 0 | 2 | 2 | 2  | 5  | - 3 |

| 18 agosto 2002 | Südtirol | 2 – 2 | Montichiari |  |

| 18 agosto 2002 | Trento | 1 – 2 | Lumezzane |  |

| 21 agosto 2002 | Lumezzane | 1 – 2 | Südtirol |  |

| 21 agosto 2002 | Mantova | 0 – 0 | Trento |  |

| 25 agosto 2002 | Montichiari | 1 – 1 | Lumezzane |  |

| 25 agosto 2002 | Südtirol | 3 – 1 | Mantova |  |

| 28 agosto 2002 | Mantova | 1 – 1 | Montichiari |  |

| 28 agosto 2002 | Trento | 0 – 0 | Südtirol |  |

| 4 settembre 2002 | Lumezzane | 0 – 0 | Mantova |  |

| 4 settembre 2002 | Montichiari | 3 – 1 | Trento |  |

### Girone E
| Squadra      | P.ti | G | V | N | P | GF | GS | DR   |
| ------------ | ---- | - | - | - | - | -- | -- | ---- |
| 1. Pordenone | 12   | 4 | 4 | 0 | 0 | 13 | 3  | + 10 |
| 2. Padova    | 9    | 4 | 3 | 0 | 1 | 9  | 7  | + 2  |
| 3. SPAL      | 6    | 4 | 2 | 0 | 2 | 6  | 7  | - 1  |
| 4. Thiene    | 3    | 4 | 1 | 0 | 3 | 2  | 5  | - 3  |
| 5. Mestre    | 0    | 4 | 0 | 0 | 4 | 0  | 8  | - 8  |

| 18 agosto 2002 | Padova | 4 – 2 | SPAL |  |

| 18 agosto 2002 | Pordenone | 3 – 0 | Thiene |  |

| 21 agosto 2002 | Mestre | 0 – 2 | Pordenone |  |

| 21 agosto 2002 | Thiene | 0 – 1 | Padova |  |

| 25 agosto 2002 | Padova | 2 – 0 | Mestre |  |

| 25 agosto 2002 | SPAL | 1 – 0 | Thiene |  |

| 28 agosto 2002 | Mestre | 0 – 2 | SPAL |  |

| 28 agosto 2002 | Pordenone | 5 – 2 | Padova |  |

| 4 settembre 2002 | SPAL | 1 – 3 | Pordenone |  |

| 4 settembre 2002 | Thiene | 2 – 0 | Mestre |  |

### Girone F
| Squadra      | P.ti | G | V | N | P | GF | GS | DR  |
| ------------ | ---- | - | - | - | - | -- | -- | --- |
| 1. Sassuolo  | 10   | 4 | 3 | 1 | 0 | 7  | 4  | + 3 |
| 2. Imolese   | 6    | 4 | 1 | 3 | 0 | 7  | 6  | + 1 |
| 3. Reggiana  | 5    | 4 | 1 | 2 | 1 | 8  | 6  | + 2 |
| 4. Brescello | 4    | 4 | 1 | 1 | 2 | 6  | 5  | + 1 |
| 5. Forlì     | 1    | 4 | 0 | 1 | 3 | 4  | 11 | - 7 |

| 18 agosto 2002 | Imolese | 1 – 1 | Sassuolo |  |

| 18 agosto 2002 | Reggiana | 1 – 1 | Brescello |  |

| 21 agosto 2002 | Brescello | 0 – 1 | Imolese |  |

| 21 agosto 2002 | Forlì | 0 – 3 | Reggiana |  |

| 25 agosto 2002 | Imolese | 1 – 1 | Forlì |  |

| 25 agosto 2002 | Sassuolo | 2 – 1 | Brescello |  |

| 28 agosto 2002 | Forlì | 2 – 3 | Sassuolo |  |

| 28 agosto 2002 | Reggiana | 4 – 4 | Imolese |  |

| 4 settembre 2002 | Brescello | 4 – 1 | Forlì |  |

| 4 settembre 2002 | Sassuolo | 1 – 0 | Reggiana |  |

### Girone G
| Squadra       | P.ti | G | V | N | P | GF | GS | DR  |
| ------------- | ---- | - | - | - | - | -- | -- | --- |
| 1. Cesena     | 8    | 4 | 2 | 2 | 0 | 8  | 2  | + 6 |
| 2. Rimini     | 8    | 4 | 2 | 2 | 0 | 4  | 2  | + 2 |
| 3. Vis Pesaro | 4    | 4 | 1 | 1 | 2 | 6  | 7  | - 1 |
| 4. San Marino | 4    | 4 | 1 | 1 | 2 | 2  | 6  | - 4 |
| 5. Fano       | 2    | 4 | 0 | 2 | 2 | 1  | 4  | - 3 |

| 18 agosto 2002 | Rimini | 1 – 0 | San Marino |  |

| 18 agosto 2002 | Vis Pesaro | 1 – 3 | Cesena |  |

| 21 agosto 2002 | Cesena | 1 – 1 | Rimini |  |

| 21 agosto 2002 | Fano | 1 – 3 | Vis Pesaro |  |

| 25 agosto 2002 | Rimini | 0 – 0 | Fano |  |

| 25 agosto 2002 | San Marino | 0 – 4 | Cesena |  |

| 28 agosto 2002 | Fano | 0 – 1 | San Marino |  |

| 28 agosto 2002 | Vis Pesaro | 1 – 2 | Rimini |  |

| 4 settembre 2002 | Cesena | 0 – 0 | Fano |  |

| 4 settembre 2002 | San Marino | 1 – 1 | Vis Pesaro |  |

### Girone H
| Squadra            | P.ti | G | V | N | P | GF | GS | DR  |
| ------------------ | ---- | - | - | - | - | -- | -- | --- |
| 1. Pisa            | 12   | 4 | 4 | 0 | 0 | 12 | 4  | + 8 |
| 2. Castelnuovo     | 7    | 4 | 2 | 1 | 1 | 7  | 7  | = 0 |
| 3. Prato           | 4    | 4 | 1 | 1 | 2 | 6  | 6  | = 0 |
| 4. Aglianese       | 4    | 4 | 1 | 1 | 2 | 7  | 8  | - 1 |
| 5. Florentia Viola | 1    | 4 | 0 | 1 | 3 | 2  | 9  | - 7 |

| 18 agosto 2002 | Pisa | 5 – 1 | Aglianese |  |

| 18 agosto 2002 | Prato | 1 – 2 | Castelnuovo |  |

| 21 agosto 2002 | Aglianese | 0 – 0 | Prato |  |

| 21 agosto 2002 | Florentia Viola | 0 – 1 | Pisa |  |

| 25 agosto 2002 | Castelnuovo | 3 – 2 | Aglianese |  |

| 25 agosto 2002 | Prato | 3 – 1 | Florentia Viola |  |

| 28 agosto 2002 | Florentia Viola | 1 – 1 | Castelnuovo |  |

| 28 agosto 2002 | Pisa | 3 – 2 | Prato |  |

| 4 settembre 2002 | Aglianese | 4 – 0 | Florentia Viola |  |

| 4 settembre 2002 | Castelnuovo | 1 – 3 | Pisa |  |

### Girone I
| Squadra          | P.ti | G | V | N | P | GF | GS | DR  |
| ---------------- | ---- | - | - | - | - | -- | -- | --- |
| 1. Arezzo        | 10   | 4 | 3 | 1 | 0 | 4  | 0  | + 4 |
| 2. Sangiovannese | 8    | 4 | 2 | 2 | 0 | 4  | 0  | + 4 |
| 3. Montevarchi   | 7    | 4 | 2 | 1 | 1 | 4  | 1  | + 3 |
| 4. Poggibonsi    | 3    | 4 | 1 | 0 | 3 | 3  | 7  | - 4 |
| 5. Carrarese     | 0    | 4 | 0 | 0 | 4 | 1  | 8  | - 7 |

| 18 agosto 2002 | Montevarchi | 2 – 0 | Carrarese |  |

| 18 agosto 2002 | Poggibonsi | 0 – 2 | Sangiovannese |  |

| 21 agosto 2002 | Carrarese | 0 – 1 | Arezzo |  |

| 21 agosto 2002 | Sangiovannese | 0 – 0 | Montevarchi |  |

| 25 agosto 2002 | Arezzo | 0 – 0 | Sangiovannese |  |

| 25 agosto 2002 | Montevarchi | 2 – 0 | Poggibonsi |  |

| 28 agosto 2002 | Poggibonsi | 0 – 2 | Arezzo |  |

| 28 agosto 2002 | Sangiovannese | 2 – 0 | Carrarese |  |

| 4 settembre 2002 | Arezzo | 1 – 0 | Montevarchi |  |

| 4 settembre 2002 | Carrarese | 1 – 3 | Poggibonsi |  |

### Girone L
| Squadra           | P.ti | G | V | N | P | GF | GS | DR  |
| ----------------- | ---- | - | - | - | - | -- | -- | --- |
| 1. Sambenedettese | 8    | 4 | 2 | 2 | 0 | 8  | 5  | + 3 |
| 2. Giulianova     | 6    | 4 | 2 | 0 | 2 | 7  | 5  | + 2 |
| 3. Gualdo         | 5    | 4 | 1 | 2 | 1 | 5  | 6  | - 1 |
| 4. Fermana        | 4    | 4 | 1 | 1 | 2 | 1  | 3  | - 2 |
| 5. Gubbio         | 3    | 4 | 0 | 3 | 1 | 4  | 6  | - 2 |

| 18 agosto 2002 | Gubbio | 1 – 1 | Gualdo |  |

| 18 agosto 2002 | Sambenedettese | 3 – 1 | Giulianova |  |

| 21 agosto 2002 | Fermana | 0 – 0 | Gubbio |  |

| 21 agosto 2002 | Gualdo | 2 – 2 | Sambenedettese |  |

| 25 agosto 2002 | Giulianova | 3 – 0 | Gualdo |  |

| 25 agosto 2002 | Sambenedettese | 1 – 0 | Fermana |  |

| 28 agosto 2002 | Fermana | 1 – 0 | Giulianova |  |

| 28 agosto 2002 | Gubbio | 2 – 2 | Sambenedettese |  |

| 4 settembre 2002 | Giulianova | 3 – 1 | Gubbio |  |

| 4 settembre 2002 | Gualdo | 2 – 0 | Fermana |  |

### Girone M
| Squadra      | P.ti | G | V | N | P | GF | GS | DR   |
| ------------ | ---- | - | - | - | - | -- | -- | ---- |
| 1. Grosseto  | 12   | 4 | 4 | 0 | 0 | 17 | 2  | + 15 |
| 2. Tivoli    | 9    | 4 | 3 | 0 | 1 | 5  | 4  | + 1  |
| 3. Torres    | 4    | 4 | 1 | 1 | 2 | 4  | 5  | - 1  |
| 4. Viterbese | 2    | 4 | 0 | 2 | 2 | 3  | 6  | - 3  |
| 5. Olbia     | 1    | 4 | 0 | 1 | 3 | 4  | 16 | - 12 |

| 18 agosto 2002 | Olbia | 1 – 2 | Tivoli |  |

| 18 agosto 2002 | Torres | 1 – 1 | Viterbese |  |

| 21 agosto 2002 | Tivoli | 0 – 2 | Grosseto |  |

| 21 agosto 2002 | Viterbese | 1 – 1 | Olbia |  |

| 25 agosto 2002 | Grosseto | 2 – 0 | Viterbese |  |

| 25 agosto 2002 | Olbia | 1 – 2 | Torres |  |

| 28 agosto 2002 | Torres | 1 – 2 | Grosseto |  |

| 28 agosto 2002 | Viterbese | 1 – 2 | Tivoli |  |

| 4 settembre 2002 | Grosseto | 11 – 1 | Olbia |  |

| 4 settembre 2002 | Tivoli | 1 – 0 | Torres |  |

### Girone N
| Squadra      | P.ti | G | V | N | P | GF | GS | DR  |
| ------------ | ---- | - | - | - | - | -- | -- | --- |
| 1. L'Aquila  | 8    | 4 | 2 | 2 | 0 | 6  | 4  | + 2 |
| 2. Teramo    | 7    | 4 | 2 | 1 | 1 | 8  | 7  | + 1 |
| 3. Frosinone | 7    | 4 | 2 | 1 | 1 | 4  | 3  | + 1 |
| 4. Chieti    | 4    | 4 | 1 | 1 | 2 | 4  | 3  | + 1 |
| 5. Lodigiani | 1    | 4 | 0 | 1 | 3 | 3  | 8  | - 5 |

| 18 agosto 2002 | L'Aquila | 0 – 0 | Chieti |  |

| 18 agosto 2002 | Lodigiani | 2 – 3 | Teramo |  |

| 21 agosto 2002 | Chieti | 0 – 1 | Frosinone |  |

| 21 agosto 2002 | Teramo | 2 – 3 | L'Aquila |  |

| 25 agosto 2002 | Frosinone | 1 – 1 | Teramo |  |

| 25 agosto 2002 | L'Aquila | 1 – 1 | Lodigiani |  |

| 28 agosto 2002 | Lodigiani | 0 – 1 | Frosinone |  |

| 28 agosto 2002 | Teramo | 2 – 1 | Chieti |  |

| 4 settembre 2002 | Chieti | 3 – 0 | Lodigiani |  |

| 4 settembre 2002 | Frosinone | 1 – 2 | L'Aquila |  |

### Girone O
| Squadra             | P.ti | G | V | N | P | GF | GS | DR  |
| ------------------- | ---- | - | - | - | - | -- | -- | --- |
| 1. Latina           | 8    | 4 | 2 | 2 | 0 | 4  | 1  | + 3 |
| 2. Sora             | 7    | 4 | 2 | 1 | 1 | 3  | 3  | = 0 |
| 3. Castel di Sangro | 6    | 4 | 2 | 0 | 2 | 6  | 6  | = 0 |
| 4. Puteolana        | 4    | 4 | 1 | 1 | 2 | 4  | 5  | - 1 |
| 5. Gladiator        | 2    | 4 | 0 | 2 | 2 | 3  | 5  | - 2 |

| 18 agosto 2002 | Latina | 2 – 0 | Castel di Sangro |  |

| 18 agosto 2002 | Sora | 2 – 0 | Puteolana |  |

| 21 agosto 2002 | Gladiator | 0 – 1 | Sora |  |

| 21 agosto 2002 | Puteolana | 1 – 2 | Latina |  |

| 25 agosto 2002 | Castel di Sangro | 0 – 2 | Puteolana |  |

| 25 agosto 2002 | Latina | 0 – 0 | Gladiator |  |

| 28 agosto 2002 | Gladiator | 2 – 3 | Castel di Sangro |  |

| 28 agosto 2002 | Sora | 0 – 0 | Latina |  |

| 4 settembre 2002 | Castel di Sangro | 3 – 0 | Sora |  |

| 4 settembre 2002 | Puteolana | 1 – 1 | Gladiator |  |

### Girone P
| Squadra      | P.ti | G | V | N | P | GF | GS | DR  |
| ------------ | ---- | - | - | - | - | -- | -- | --- |
| 1. Nocerina  | 10   | 4 | 3 | 1 | 0 | 6  | 0  | + 6 |
| 2. Palmese   | 10   | 4 | 3 | 1 | 0 | 5  | 1  | + 4 |
| 3. Giugliano | 6    | 4 | 2 | 0 | 2 | 5  | 3  | + 2 |
| 4. Avellino  | 3    | 4 | 1 | 0 | 3 | 2  | 5  | - 3 |
| 5. Catanzaro | 0    | 4 | 0 | 0 | 4 | 0  | 9  | - 9 |

| 18 agosto 2002 | Catanzaro | 0 – 2 | Avellino |  |

| 18 agosto 2002 | Nocerina | 0 – 0 | Palmese |  |

| 21 agosto 2002 | Giugliano | 0 – 1 | Nocerina |  |

| 21 agosto 2002 | Palmese | 2 – 0 | Catanzaro |  |

| 25 agosto 2002 | Avellino | 0 – 1 | Palmese |  |

| 25 agosto 2002 | Catanzaro | 0 – 2 | Giugliano |  |

| 28 agosto 2002 | Giugliano | 2 – 0 | Avellino |  |

| 28 agosto 2002 | Nocerina | 3 – 0 | Catanzaro |  |

| 4 settembre 2002 | Avellino | 0 – 2 | Nocerina |  |

| 4 settembre 2002 | Palmese | 2 – 1 | Giugliano |  |

### Girone Q
| Squadra           | P.ti | G | V | N | P | GF | GS | DR   |
| ----------------- | ---- | - | - | - | - | -- | -- | ---- |
| 1. Brindisi       | 9    | 4 | 3 | 0 | 1 | 11 | 3  | + 8  |
| 2. Martina        | 9    | 4 | 3 | 0 | 1 | 9  | 4  | + 5  |
| 3. Benevento      | 9    | 4 | 3 | 0 | 1 | 8  | 4  | + 4  |
| 4. Fidelis Andria | 3    | 4 | 1 | 0 | 3 | 4  | 11 | - 7  |
| 5. Foggia         | 0    | 4 | 0 | 0 | 4 | 0  | 10 | - 10 |

| 18 agosto 2002 | Fidelis Andria | 0 – 2 | Sporting Benevento |  |

| 18 agosto 2002 | Foggia | 0 – 2 | Martina |  |

| 21 agosto 2002 | Sporting Benevento | 1 – 0 | Brindisi |  |

| 21 agosto 2002 | Martina | 2 – 1 | Fidelis Andria |  |

| 25 agosto 2002 | Brindisi | 2 – 1 | Martina |  |

| 25 agosto 2002 | Fidelis Andria | 2 – 0 | Foggia |  |

| 28 agosto 2002 | Foggia | 0 – 2 | Brindisi |  |

| 28 agosto 2002 | Martina | 4 – 1 | Sporting Benevento |  |

| 4 settembre 2002 | Sporting Benevento | 4 – 0 | Foggia |  |

| 4 settembre 2002 | Brindisi | 7 – 1 | Fidelis Andria |  |

### Girone R
| Squadra        | P.ti | G | V | N | P | GF | GS | DR  |
| -------------- | ---- | - | - | - | - | -- | -- | --- |
| 1. Paternò     | 10   | 4 | 3 | 1 | 0 | 7  | 1  | + 6 |
| 2. Acireale    | 9    | 4 | 3 | 0 | 1 | 9  | 2  | + 7 |
| 3. Gela J.T.   | 4    | 4 | 1 | 1 | 2 | 2  | 9  | - 7 |
| 4. Ragusa      | 3    | 4 | 1 | 0 | 3 | 4  | 8  | - 4 |
| 5. Igea Virtus | 2    | 4 | 0 | 2 | 2 | 2  | 4  | - 2 |

| 18 agosto 2002 | Gela J.T. | 0 – 3 | Paternò |  |

| 18 agosto 2002 | Ragusa | 3 – 2 | Igea Virtus |  |

| 21 agosto 2002 | Acireale | 5 – 0 | Gela J.T. |  |

| 21 agosto 2002 | Paternò | 2 – 0 | Ragusa |  |

| 25 agosto 2002 | Igea Virtus | 0 – 0 | Paternò |  |

| 25 agosto 2002 | Ragusa | 0 – 2 | Acireale |  |

| 28 agosto 2002 | Acireale | 1 – 0 | Igea Virtus |  |

| 28 agosto 2002 | Gela J.T. | 2 – 1 | Ragusa |  |

| 4 settembre 2002 | Igea Virtus | 0 – 0 | Gela J.T. |  |

| 4 settembre 2002 | Paternò | 2 – 1 | Acireale |  |

## Fase ad eliminazione diretta

### Sedicesimi di finale
| Squadra 1      | Totale | Squadra 2   | Andata     | Ritorno         |
| -------------- | ------ | ----------- | ---------- | --------------- |
|                |        |             | 04.12.2002 | 11.12.2002      |
| Acireale       | 1 - 1  | Paternò     | 0 - 0      | 1 - 1           |
| Arezzo         | 1 - 1  | Cesena      | 1 - 0      | 0 - 1 (5-4 dcr) |
| Taranto        | 1 - 3  | Brindisi    | 1 - 1      | 0 - 2           |
| Crotone        | 2 - 4  | Nocerina    | 2 - 1      | 0 - 3           |
| Grosseto       | 4 - 4  | Pisa        | 1 - 2      | 3 - 2           |
| L'Aquila       | 5 - 3  | Pescara     | 1 - 2      | 4 - 1           |
| Latina         | 0 - 9  | Lanciano    | 0 - 2      | 0 - 7           |
| Monza          | 1 - 4  | AlbinoLeffe | 0 - 3      | 1 - 1           |
| Martina        | 2 - 6  | Palmese     | 1 - 2      | 1 - 4           |
| Pordenone      | 1 - 2  | Treviso     | 1 - 0      | 0 - 2 (dts)     |
| Sambenedettese | 3 - 1  | Pistoiese   | 2 - 1      | 1 - 0           |
| Sassuolo       | 1 - 3  | Padova      | 0 - 1      | 1 - 2           |
| Savona         | 2 - 3  | Spezia      | 2 - 1      | 0 - 2           |
| Südtirol       | 3 - 3  | Cittadella  | 2 - 1      | 1 - 2 (5-4 dcr) |
| Tivoli         | 3 - 3  | Lucchese    | 1 - 2      | 2 - 1 (4-5 dcr) |
| Valenzana      | 1 - 2  | Pro Patria  | 1 - 0      | 0 - 2           |

### Ottavi di finale
| Squadra 1  | Totale | Squadra 2      | Andata     | Ritorno    |
| ---------- | ------ | -------------- | ---------- | ---------- |
|            |        |                | 22.01.2003 | 05.02.2003 |
| Pro Patria | 3 - 0  | AlbinoLeffe    | 1 - 0      | 2 - 0      |
| Südtirol   | 2 - 6  | Treviso        | 0 - 2      | 2 - 4      |
| Padova     | 7 - 2  | Lucchese       | 5 - 1      | 2 - 1      |
| Grosseto   | 1 - 6  | Spezia         | 1 - 1      | 0 - 5      |
| Arezzo     | 2 - 1  | Sambenedettese | 2 - 1      | 0 - 0      |
| Lanciano   | 2 - 4  | L'Aquila       | 1 - 1      | 1 - 3      |
| Brindisi   | 5 - 4  | Palmese        | 3 - 0      | 2 - 4      |
| Nocerina   | 0 - 2  | Acireale       | 0 - 1      | 0 - 1      |

### Quarti di finale
| Squadra 1  | Totale | Squadra 2 | Andata     | Ritorno    |
| ---------- | ------ | --------- | ---------- | ---------- |
|            |        |           | 19.02.2003 | 05.03.2003 |
| Pro Patria | 2 - 1  | Spezia    | 1 - 1      | 1 - 0      |
| Padova     | 5 - 5  | Treviso   | 2 - 1      | 3 - 4      |
| Arezzo     | 1 - 0  | L'Aquila  | 1 - 0      | 0 - 0      |
| Acireale   | 1 - 3  | Brindisi  | 1 - 2      | 0 - 1      |

### Semifinali
| Squadra 1 | Totale | Squadra 2  | Andata     | Ritorno         |
| --------- | ------ | ---------- | ---------- | --------------- |
|           |        |            | 19.03.2003 | 02.04.2003      |
| Padova    | 1 - 1  | Pro Patria | 1 - 0      | 0 - 1 (0-4 dcr) |
| Arezzo    | 2 - 3  | Brindisi   | 2 - 1      | 0 - 2           |

### Finale
| Squadra 1  | Totale | Squadra 2 | Andata     | Ritorno    |
| ---------- | ------ | --------- | ---------- | ---------- |
|            |        |           | 23.04.2003 | 01.05.2003 |
| Pro Patria | 1 - 2  | Brindisi  | 0 - 1      | 1 - 1      |

| Arbitro: | Banti (Livorno) |

|  |           |                |
|  | Marcatori | 47’ Puccinelli |

| Arbitro: | Zambon (Padova) |

|            |           |            |
| Corona 14’ | Marcatori | 46’ Romano |

### Tabellini finale

#### Andata
Pro Patria: Di Sarno, Colombo, Cresta, Zaffaroni, Salvalaggio, Arioli , Trezzi, Carbone (55' Chiarotto), Ruopolo , Boscolo (6' Asara), Romano  (55' Karasavvidis). All. Muraro.
Brindisi: Adami, Calabro , Paratici, Iennaco (75' Berti), Trinchera, Taurino , Pinciarelli (85' Binchi), Menolascina, Puccinelli  (69' D'Amblè), Terrevoli, Corona. All. Giorgini.

#### Ritorno
Brindisi: Adami; Binchi, Di Meo , Trinchera, Paratici, Puccinelli, Menolascina, Iennaco , Pinciarelli (12' Terrevoli), Sardelli (77' Francioso), Corona (82' Orlandini). All. Giorgini.
Pro Patria: Capelletti; Gilardengo (73' Vecchio), Zaffaroni, Salvalaggio, Cresta , Turazza  (59' Ruopolo), Colombo , Carbone , Chiarotto, Karasavvidis, Romano (73' Erba). All. Muraro.